# Чики Бегиристайн
А́йтор (Чи́ки) Бегириста́йн Му́хика (на испански: Aitor „Txiki“ Begiristain Múgica), по-популярен като Чики Бегиристайн, е испански футболист, играл на поста полузащитник.
В началото на 90-те години като състезател на Барселона е част от „Дрийм тийма“ на Йохан Кройф, с който печели 11 големи титли, а именно четири поредни шампионски титли на Примера дивисион, една Купа на Краля, три Суперкупи на Испания, една Шампионска лига, една Купа на носителите на купи и една Суперкупа на УЕФА.
С испанския национален отбор играе на едно световно и едно европейско първенство по футбол.
След края на състезателната си кариера работи като технически директор на Барселона, а от края на 2012 г. – като спортен директор на Манчестър Сити.

## Състезателна кариера

### Реал Сосиедад
Бегиристайн е роден на 12 август 1964 г. в град Олаберия, Баска автономна област. Започва професионалната си кариера с Реал Сосиедад. През 1982 г. на 18-годишна възраст прави дебют за първия отбор и завършва сезона с 16 мача в Примера дивисион, като се превръща в основен състезател на състава, воден от треньора Джон Тошак, а съотборници са му Луис Арконада, Лопес Уфарте, Хосе Мари Бакеро и Лопес Рекарте.
Печели Суперкупата на Испания за 1982 г. след загуба с 0:1 от Реал Мадрид и разгромна победа на реванша в Сан Себастиан с 4:0.
През сезон 1986/87 печели и Купата на краля срещу отбора на Атлетико Мадрид. Финалът, игран на Естадио Ла Ромареда в Сарагоса, завършва при равенство 2:2 (4:2 след изпълнение на дузпи), като второто попадение е дело на Чики Бегиристайн.
През следващата година отново играе финал от същия турнир, този път загубен от Барселона с 0:1.
В шампионата завършва със сребърните медали след шампиона Барселона. След края на сезона заедно със своите съотборници Хосе Мари Бакеро и Лопес Рекарте преминават във водения от тандема Йохан Кройф / Карлес Рексач отбор на Барселона, за да се превърнат в част от т.нар. „Дрийм тийм“ на клуба.

### Барселона
Бегиристайн се разписа още в дебютът си за Барселона при домакинската победа с 2:0 над Еспаньол, като завършва първия си сезон на Камп Ноу с 38 мача и 12 гола, както и други две попадения в изиграни девет мача за спечелването на Купата на носителите на купи.
През 1992 г. в двете срещи за Суперкупата на Испания срещу Атлетико Мадрид Бегиристайн отбелязва три от попаденията при общ резултат 5:2. Останалите две са дело на Салинас и Стоичков.
През 1994 г. в мач от същия турнир срещу Сарагоса Бегиристайн влиза като смяна на Георге Хаджи и отбелязва два гола при победата с 4:0, а другите два гола са дело на Христо Стоичков. В този мач вратарят Хулен Лопетеги получава червен картон и Чики Бегиристайн е заменен от резервния вратар Карлес Бускетс.
По време на седемгодишния си престой в клуба Бегиристайн записва повече от 300 официални мача и вкара 63 гола в първенството на Примера дивисион, 15 от които през сезон 1992/93.

### Депортиво Ла Коруня
През 1995 г. бившият му наставник от Реал Сосиедад Джон Тошак го привлича в Депортиво Ла Коруня. Още същата година печели Суперкупата на Испания след две победи над Реал Мадрид. В първия мач на Риасор Депортиво печели с 3:0, а в реванша на Сантяго Бернабеу с 2:1, като победното попадение е дело на Чики Бегиристайн.
През втория си сезон в Ла Коруня Бегиристайн се появява в игра едва в 10 срещи, но носи победата с 1:0 в последния кръг срещу Естремадура, с което и третото място в шампионата на страната.
Приключва кариерата си през 1999 г. в японския Урава Ред Дайъмъндс след изиграни повече от 500 официални срещи в своята страна и отбелязани повече от 100 гола.

### Национален отбор
С испанския национален отбор Бегиристайн записва 22 срещи и отбелязва шест гола.
Дебютира на 24 февруари 1988 в приятелски мач игран в Малага при победата с 2:1 над отбора на Чехословакия.
С „Ла фурия“ участва на Европейското първенство през 1988 г., както и на Световното първенство през 1994 г. Играе последния си мач на 1/8 финала за победата с 3:0 срещу Швейцария, като отбелязва третото попадение от дузпа.

## Край на кариерата
След края на състезателната си кариера в продължение на седем години в периода 2003 – 2010 работи като технически директор на Барселона. Подава оставка през 2010 г. в знак на солидарност със загубилия президентските избори в клуба Жоан Лапорта.
От края на 2012 г. е назначен за спортен директор на Манчестър Сити.

## Успехи
Реал Сосиедад
- Суперкопа де Еспаня (1): 1982
- Купа на краля (1): 1986/87
  - Финалист – 1987/88
- Примера дивисион
  - Вицешампион – 1987/88

Барселона
- Купа на европейските шампиони 1991/92
- Суперкупа на УЕФА – 1992
- Купа на носителите на купи 1988/89
- Примера дивисион (4): 1990/91, 1991/92, 1992/93, 1993/94
- Купа на краля (1): 1989/90
- Суперкопа де Еспаня (3): 1991, 1992, 1994

Депортиво Ла Коруня
- Суперкопа де Еспаня (1): 1995